# Спинола, Баттиста
Баттиста Спинола (итал. Battista Spinola; Генуя, 1472 — Генуя, 1539) — дож Генуэзской республики.

## Биография
Сын Томмазо Спинола и Джакомины Дориа, представитель ветви знатной семьи Спинола - Спинола ди Сан-Лука. Родился в Генуе в 1472 году.
4 января 1531 года был избран дожем, вторым в ряду дожей с двухлетним мандатом и 40-м в истории республики, сменив своего предшественника Оберто Катанео Лаццари. Его срок полномочия истек 4 января 1533 года. За это время был создан магистрат Изобилия, а хронист Джованни Партенопео приступил к составлению Анналов Республики (Annali della Repubblica dal 1520 al 1541).
Любовь дожа к литературе способствовала ее распространению в генуэзской столице.
После его смерти, которая наступила в Генуе в 1539 году, его останки были похоронены в аббатстве Сан-Николо-дель-Боскетто.
Был женат дважды: первый раз на Мария де Марини, второй - на Томмазине Ломеллини. Имел двух дочерей: Перинетту (от первой жены), выданную за Джироламо Луку Гримальди, и Луиджу (от второй жены), выданную за Джироламо Дориа (сына Андреа Дориа, и, после смерти жены, кардинала).